# 도미니크 페로
도미니크 페로(Dominique Perrault, 1953년 ~ )는 프랑스의 건축가이자 도시계획가이다. 현대 건축에서 금속 메시(mesh) 구조와 지형에 순응하는 설계로 주목받았으며, 대표작으로는 프랑스 국립도서관, 이화여자대학교 캠퍼스 복합단지, 비엔나의 DC 타워, 마드리드의 아르간수엘라 보행자 다리 등이 있다. 1989년 프랑스 국립도서관 국제설계공모에 당선되면서 국제적인 명성을 얻었으며, 이후 유럽을 중심으로 여러 공공건축 및 도시재생 프로젝트를 주도해왔다. 그는 미스 반 데어 로에 상과 프리미엄 임페리알 상을 수상하였으며, '직조된 건축'이라는 개념을 통해 도시와 자연, 구조물의 경계를 새롭게 정의하는 작업을 지속하고 있다.

## 생애
도미니크 페로는 1953년 프랑스 클레르몽페랑에서 태어난 건축가이자 도시계획가로, 파리 보자르 국립고등미술학교에서 건축을, 파리 교량도로학교에서 도시계획을, 그리고 사회과학고등연구원(EHESS)에서 역사학을 전공하였다. 1981년 자신의 건축사무소인 도미니크 페로 아키텍처를 설립한 그는 1989년 프랑스 국립도서관 설계 공모에서 당선되며 국제적인 주목을 받았고, 이후 현대 건축의 대표적 인물로 자리매김하였다. 그는 구조의 간결성과 금속 메시를 활용한 외피 설계를 통해 주변 환경과의 조화, 빛과 공간의 상호작용을 강조하는 특유의 건축 미학을 발전시켰으며, 대표작으로는 프랑스 국립도서관, 베를린 벨로드롬과 수영장, 마드리드 아르간수엘라 보행자 다리, 비엔나의 DC 타워, 서울의 이화여대 캠퍼스 복합단지 등이 있다. 페로는 건축과 도시공간을 통합적으로 사고하며 '지하건축'과 '직조된 건축'이라는 개념을 제시하였고, 2015년에는 일본 예술원이 수여하는 프리미엄 임페리알 상을 수상하였다. 그는 유럽 주요 도시의 공공 프로젝트뿐만 아니라 아시아와 북미 등지에서도 활동을 이어가며 현대 도시 건축의 새로운 방향을 제시하고 있다.

## 논란
프랑스의 세계적인 건축가 도미니크 페로가 설계한 서울 청담동 1번지의 고급 회원제 클럽 ‘디아드 청담’이 조감도와 달리 실제 건물 외관이 급격히 축소·변형되면서 논란이 일고 있다. 시행사인 아스터개발은 당초 상위 0.1% 자산가를 위한 하이엔드 공간을 표방하며 페로를 전면에 내세웠지만, 공사 과정에서 비용 문제로 설계안을 여러 차례 변경했고, 결국 페로는 자신의 설계가 무시됐다며 저작권과 이름 사용 철회를 공식 통보했다. 현재 완공된 건물은 초기 설계와 크게 다르며, 페로는 “이 프로젝트는 더 이상 내 것이 아니다”라고 밝히며 모든 홍보자료에서 자신의 이름을 삭제할 것을 요구했다. 강남구청은 세 차례의 설계 변경이 법적으로 문제되지 않았다고 밝혔고, 시행사는 내외관을 새롭게 보완해 내년 재개장을 계획하고 있으나, 부동산 시장 침체와 시행사의 자금난으로 인해 클럽 개장 여부는 불투명한 상태다.